# Crack (группа)
Crack - испанская группа, игравшая прогрессивный и симфонический рок, образованная в 1977 году. Коллектив считается одним из ключевых представителей «золотого века» испанского прогрессивного рока. В этот период Crack и другие подобные группы сталкивались с финансовыми трудностями, отдавая предпочтение творческой самобытности, а не коммерческим требованиям радио. К причинам распада группы относятся недостаточное техническое оснащение, изменение музыкальных вкусов публики, давление со стороны индустрии и лейблов, а также внутренние разногласия.

## История
Группа была создана в 1977 году и изначально представляла собой квартет без электрогитары. К концу года Мэнто Хевиа, басист Видаль Антон и Маноло Хименес вновь встретились с Альберто Фонтанедой, бывшим однокурсником из Овьедо, где Хевиа и Фонтанеда изучали право. Работая над композицией «Marchando una del Cid», они искали вокалиста и флейтиста. Вскоре состав начал репетировать и выступать при любой возможности. Звучание группы стало более насыщенным и динамичным после присоединения гитариста Рафаэля Родригеса и последующей замены Видаля на Алекса Кабала.

## Альбом
Единственный студийный альбом группы, Si Todo Hiciera Crack, был записан за пять дней на студии Audiofilm в Мадриде и выпущен лейблом Chapa Discos. Женский вокал в записи исполнила Энкарнасьон Гонсалес («Кани»), поддержав Альберто Фонтанеду в ряде треков.
Согласно буклету, продюсированием альбома занималась сама группа. Продвижение Si Todo Hiciera Crack было минимальным, так как лейбл сосредоточил ресурсы на более коммерчески успешных жанрах. В это же время в Испании набирала популярность новая волна («La Movida Madrileña»). Несмотря на признание за симфонические и прогрессивные качества, альбом не имел большого коммерческого успеха.
В 1980 году Crack прекратили существование из-за внутренних конфликтов, финансовых проблем и трудностей с поддержанием проекта. Альбом состоит из семи композиций, сочетающих симфонические элементы, испанские мотивы и структуры прог-рока. Большинство песен развиваются как небольшие истории, наполненные фантазией и мифологией, с минимальным количеством традиционных припевов.
- Descenso en el Mahëllstrom[5][4] («Низвержение в Мальстрём», 5:27) - вдохновлена рассказом Эдгара Аллана По, повествует о борьбе человека за выживание после кораблекрушения в гигантском водовороте.
- Amantes de la Irrealidad[4] («Любовники нереальности», 6:15) - симфоническая пьеса с переменами темпа, слоями меллотрона, выразительной гитарой и сочетанием мужского вокала и клавишных, текст которой раскрывает идеалистический поиск счастья.
- Cobarde o Desertor[4] («Трус или дезертир», 4:56) - композиция о призыве, милитаризме и войне, отражающая реальность обязательной службы для молодёжи в Испании.
- Buenos Deseos[4] («Добрые пожелания», 3:54) - короткая и созерцательная композиция.
- Marchando Una del Cid[5][4] («Ещё одна история о Сид», 7:45) - эпическая вещь с мотивами средневековья, посвящённая изгнанию и последним дням Родриго Диаса де Вивар (Сида), легендарного героя и главного персонажа «Песнь о моём Сиде».
- Si Todo Hiciera Crack[4] («Если всё треснет», 10:11) - заглавная композиция, использующая образ хомяка, бесконечно бегущего по кругу, как метафору экзистенциальных вопросов.
- Epílogo[4] (2:19) - инструментальный эпилог.

## Музыкальный стиль
Музыка Crack в основном инструментальная и относится к направлению симфо-прогрессивного рока, отличаясь сложными аранжировками, избегая повторяющихся припевов в пользу развития музыкальной темы. Взаимодействие инструментов формирует насыщенную, погружающую звуковую картину, сочетающую европейский прог-рок с испанским колоритом.
В звучании группы доминируют клавишные, гитара и флейта, что напоминает стиль таких коллективов, как Genesis, Camel и Jethro Tull, с добавлением испанских народных элементов. Композиционный подход Crack схож с классическими европейскими симфо-прогрессивными группами - длинные инструментальные фрагменты, неравномерные размеры и характерные тембры синтезаторов.
Группа уделяла большое внимание мелодике и нюансам исполнения, а тексты часто содержали отсылки к свободе и пасторальным темам. Музыканты сами называли свою музыку «импрессионистской» и отмечали влияние гармоний Дебюсси и Равеля.

## Наследие
Несмотря на короткий период существования, единственный альбом Crack считается вехой испанского прогрессивного рока. Пластинка переиздавалась в Японии, Южной Корее и других странах, сохраняя популярность среди поклонников жанра. Группа известна своей оригинальностью и вкладом в развитие прог-рока в Испании во времена перемен.

## Состав
- Альберто Фонтанеда - вокал, гитара, флейта
- Мэнто Хевиа - клавишные, вокал
- Алекс Кабал - бас-гитара
- Маноло Хименес - ударные
- Рафаэль Родригес - гитара